# Corocoa
Corocoa es la denominación genérica de una clase de embarcaciones malayas que, si bien hay quien las designa con el nombre corocore, son una variedad de las de esta última clase, con alguna mayor complicación en su construcción y aparejo.